# Amministrazione aziendale
L'amministrazione aziendale indica la specifica attività aziendale (e la funzione aziendale che se ne occupa), concernente l'amministrazione di una azienda.
In ambito strettamente aziendale e nel linguaggio corrente il termine "amministrazione" tende a sovrapporsi come significato a management: in realtà i due concetti sono distinti, essendo le informazioni rilevate ed elaborate nel corso dell'attività di amministrazione un input per le successive decisioni manageriali.